# Asure (budizem)
Asure je sanskrtski izraz, ki pomeni življenjska sila.
Asure so v budizmu božja bitja, ki jih kot eno od šestih oblik bivanja v Gati priševajo včasih k dobrim, med drugim kot nižje bogove, in včasih k slabim titanom, med drugim kot nasprotnike bogov. Njihove palače so na vzhodu Meruja. Njihov vodja je planetni bog Rahu.